# PA-254
A PA-254 é uma rodovia brasileira do estado do Pará. Por não ser completamente concluída, planeja-se que esta estrada intercepte em sua extremidade oeste a rodovia AM-363, na divisa dos estados do Pará e Amazonas, nos municípios de Faro e Nhamundá; em sua extremidade leste, deverá tocar a margem do Rio Jari (divisa com o estado do Amapá), no município de Almeirim.
Em boa parte de seu percurso, entre os municípios de Alenquer, Curuá, Óbidos e Oriximiná, entra em concomitância com a BR-163.
Está localizada na região do Baixo Amazonas, no estado do Pará, atendendo aos municípios de Oriximiná, Óbidos, Alenquer, Monte Alegre, Prainha e Almeirim (neste município o trecho desta rodovia é somente planejado). 